# Latin contemporain

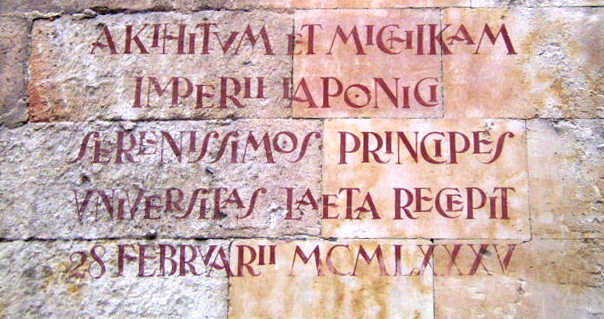
Inscription à l'université de Salamanque : Les prince et princesse sérinissimes de l'empire du Japon Akihito et Michiko ont été joyeusement reçus par l'Université le 28 février 1985.

L’expression latin contemporain, appelé naguère latin moderne ou latin vivant, se rapporte à l’utilisation contemporaine du latin.
La période du latin contemporain succède à celle du néolatin.

## L'usage littéraire du latin
L'épreuve de composition latine, obligatoire au baccalauréat ès lettres, est supprimée en France en 1881 (Lois Jules Ferry),,.
Certains livres sont encore imprimés en latin à la fin du XIXe siècle dans de nombreux domaines, particulièrement scientifiques, dans un souci d'universalité. Le latin se maintient encore au XIXe siècle et XXe siècle comme langue littéraire et donne une abondante production à travers toute l'Europe. Chez certains auteurs de langue française (comme Victor Hugo, Baudelaire, Rimbaud, etc.) il a été utilisé pour produire une partie minoritaire et accessoire de leur œuvre.
À la fin du XIXe siècle, divers périodiques scientifiques ou littéraires sont encore publiés en latin, comme la revue Vox Urbis: de litteris et bonis artibus commentarius, publiée deux fois par mois par l'architecte et ingénieur Aristide Leonori entre 1898 et 1913.

## L'opposition au latin
À côté d'adeptes inconditionnels du maintien de l'usage du latin, il ne faut pas négliger l'existence d'un courant culturel opposé à son maintien.
En France, en 1933, Régis Messac critique l'enseignement du latin dans son célèbre pamphlet À bas le latin !. Plus récemment, Françoise Waquet, dans son livre Le latin ou l'empire d'un signe (1998) donne une analyse critique de la place du latin dans l'enseignement.

## Usage du latin dans la vie courante
Au début du XXe siècle, en dehors du monde littéraire latin, cette langue est restée utilisée dans des domaines techniques très spécifiques (comme la biologie), mais où il se limite à la nomenclature. Dans d'autres domaines (anatomie, droit), où le latin a été historiquement très largement utilisé, il a survécu dans des phrases techniques et dans la terminologie.
Le latin est resté jusqu'à ce jour la langue véhiculaire internationale de l'Église catholique, langue dans laquelle, par exemple, sont promulguées les bulles du Pape. (Voir Latin ecclésiastique pour plus de détails à ce sujet). À ce titre, il est la langue officielle du Saint-Siège et une de celles de l'État de la Cité du Vatican.
Au XIXe siècle, le latin était parfois utilisé dans le but de dissimuler certains passages de livres lors de leur lecture par des enfants, des personnes de classes populaires ou des femmes. De tels passages apparaissent dans des traductions de textes d'autres langues, ainsi que dans des travaux sur le folklore, l'anthropologie, la psychologie, par exemple dans la traduction anglaise de Psychopathia sexualis de Richard von Krafft-Ebing (1886).

## Émergence du latin contemporain

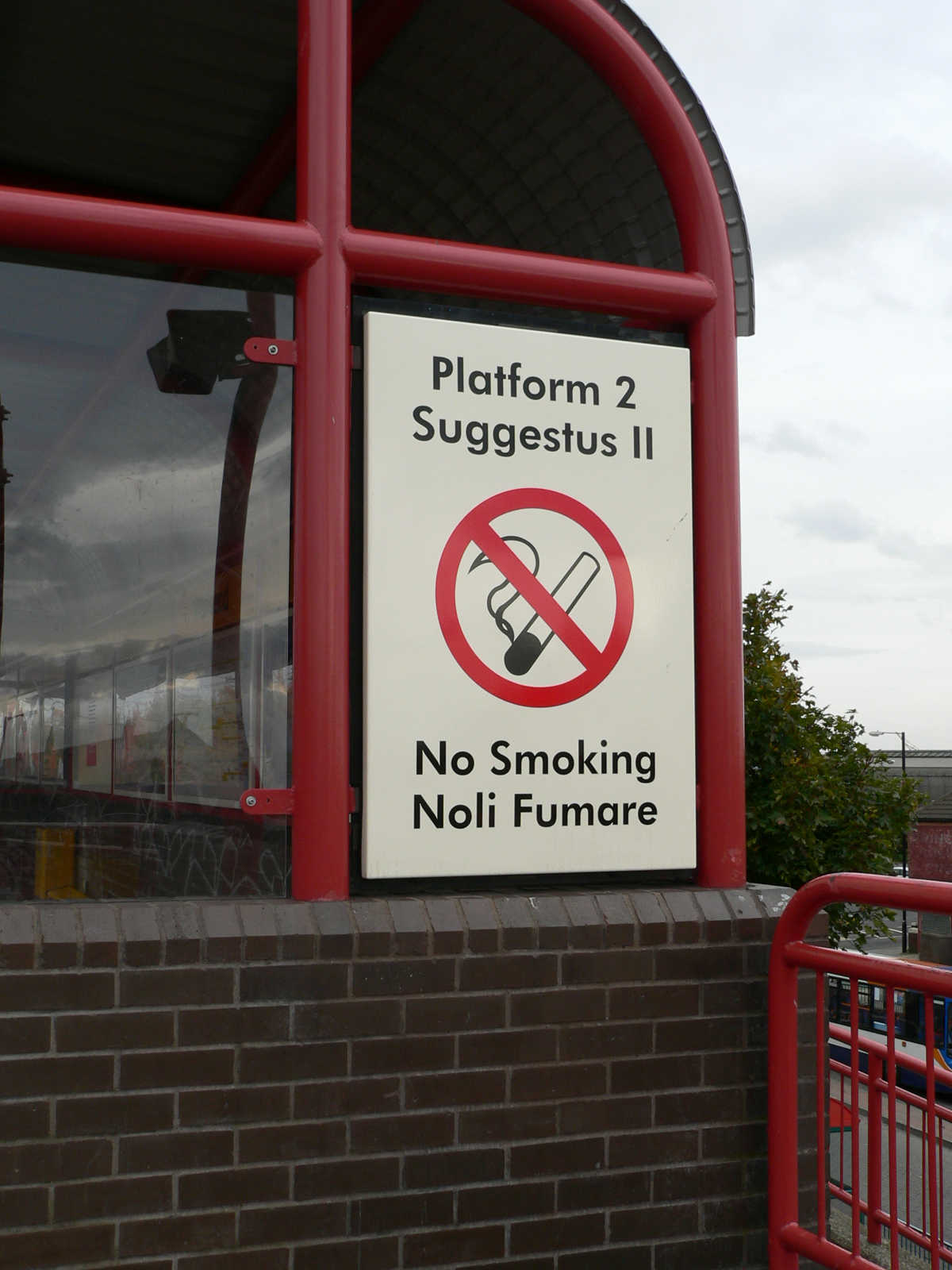
La signalisation du métro de Wallsend est écrite en anglais et en latin.

Peu après la Seconde Guerre mondiale, le mouvement du latin contemporain reprend de la vigueur, dans le contexte de la construction européenne.
L'idée du « latin vivant » est à nouveau lancée en 1952 par le normalien et ingénieur français Jean Capelle, ancien recteur de l’Université de Nancy qui publie, dans le Bulletin de l’Éducation Nationale du 23 octobre 1952, un article intitulé Le latin ou Babel où il propose le retour au latin. Devant le succès de son article, Jean Capelle réunit en septembre 1956 le premier Congrès International pour le latin vivant à Avignon, où se rencontrent près de deux cents participants issus de vingt-deux nations. À une époque où l'usage de l'anglais commence à s'imposer de plus en plus dans le monde, et à défaut d'encouragement, cette initiative, qui paraît anachronique et semble aller à contre-courant, s'essouffle rapidement en France.
D'autres périodiques continuent d'être publiés en latin au cours du XXe siècle. En France, à la suite du congrès d'Avignon, l’éditeur avignonnais Édouard Théodore-Aubanel publie la revue Vita Latina. En Allemagne, le périodique Vox Latina est publié par Cælestis Eichenseer de l'université de Sarrebruck à partir de 1965. En Belgique, Melissa est publié, à Bruxelles depuis 1984 par Gaius (Guy) Licoppe, un médecin radiologue. En 2009 est publié par Generation Europe Foundation le Diarium Europa, journal de classe européenne totalement rédigé en latin et distribué à travers l'Europe.
La promotion de l'usage contemporain du latin est assurée par des sociétés savantes et des écoles.
En 1995 est fondée en Brabant wallon (Belgique) l'école internationale « Schola Nova », qui utilise le latin comme langue européenne de communication. En Italie, l’Academia Latinitati Fovendae organise à Rome, en 1966, un congrès international auquel prennent part près de cinq cents participants. D'autres congrès ont suivi : en Finlande, en Espagne, etc. D'ailleurs, en Finlande la radio nationale donne une émission en latin Nuntii Latini. Depuis juillet 2015 on peut écouter chaque semaine des émissions en latin produites de Radio F.R.E.I. à Erfurt qui s'appellent Erfordia Latina.
En Italie également, l'Accademia Vivarium Novum fondée et dirigée d'abord à Naples puis à Rome par Luigi Miraglia reçoit des jeunes du monde entier pour des séjours d'un an et plus. Ces jeunes n'y parlent que le latin et le grec ancien. De plus cette Académie a déjà organisé non seulement en Italie, mais aussi en Hongrie, des congrès internationaux de plusieurs centaines de participants et dont les nombreux conférenciers ne s'expriment qu'en latin.
En France, le Cercle latin de Paris (la) (Circulus Lutetiensis), ainsi que le Circulus latinus Albigensis et le Circulus latinus Insulensis promeuvent l'usage du latin. Aux États-Unis, Terence Tunberg, professeur de lettres classiques à l’Université du Kentucky à Lexington, a un grand rôle dans la promotion du latin.
La prononciation du latin contemporain suit une reconstruction effectuée par des spécialistes comme Edgar H. Sturtevant (The Pronunciation of Greek and Latin, Chicago Ares Publishers Inc. 1940) et W. Sidney Allen (Vox Latina, A Guide to the Pronunciation of Classical Latin, Cambridge University Press 1965), dont les travaux sont inspirés de ceux qu'avait entrepris Érasme avec De recta Latini Græcique sermonis pronuntiatione dialogus et Alcuin avec De orthographia.

## Vidéos et Podcasts en latin (acroamata)
La diffusion du latin vivant se fait notamment à travers des contenus vidéo et audio en ligne.
Lingua latīna, le podcast de Valentīnus Albigēnsis
Quomodō dīcitur, le podcast de Justin Slocum Bailey
Satura lanx, le podcast et les vidéos d’Irénée Regini
Collegium latīnitātis, une association de promotion du latin vivant
Latīnitās animī causā, le podcast et les vidéos d’Andrew Morehouse

## Poésie néo-latine
Depuis la Renaissance, la tradition de la poésie latine ne s'est jamais éteinte et jusqu'à nos jours subsiste une suite ininterrompue de poètes latins, quoique restreinte (en notoriété, production, lecture). Il existe ainsi toujours toute une littérature latine contemporaine comprenant des poètes tels que Arrius Nurus, Geneviève Immè, Alaenus Divutius, Anna Elissa Radke, Ianus Novak, Thomas Pekkanen, Arituneus Mizuno ou Michael Pratensis Oirschotanus.
Il arrive encore aujourd'hui que des poèmes français classiques soient traduits en latin. Ainsi, ont récemment été publiées des traductions contemporaines en vers latins de poèmes de Nerval et d'Apollinaire.
Comme l'écrit Jozef IJsewijn : « La France, d’Ausone à Santeul ou au cardinal de Polignac, a été l'une des terres les plus fécondes en écrivains et poètes latins, de telle sorte qu’il y régnait dans le monde cultivé une véritable diglossie latin-français jusqu’à une époque relativement récente. »

## Traductions en latin contemporain
Depuis le XIXe siècle, plus de 200 ouvrages modernes ont été traduits en latin. On trouve notamment des livres pour enfants et des bandes dessinées. Voici une liste montrant certains exemples notables :
- 1960 : Winnie Ille Pu (Winnie-the-Pooh), trad. Alexander Lenard[18].
- 1962 : Ferdinandus Taurus (Ferdinand the Bull) trad. Elizabeth Chamberlayne Hadas.
- 1963 : Tristitia Salve, fabula amatoria e gallico in linium sermonem converso ab Alexandro Leonardo[19] (traduction du roman Bonjour tristesse de Françoise Sagan, 1954).
- 1964 : Alicia in Terra Mirabili (Alice's Adventures in Wonderland), trad. Clive Harcourt Carruthers.
- 1966 : Aliciae Per Speculum Transitus (Quaeque Ibi Invenit) (Through the Looking-Glass, et What Alice Found There) trad. Clive Harcourt Carruthers.
- À partir de 1973 : Astérix[20] (Asterix)
- 1983 : Alix - Spartaci Filius (Alix)
- 1985 : Regulus, vel Pueri Soli Sapiunt (Le Petit Prince) trad. Augusto Haury
- 1987 : De Titini et Miluli Facinoribus: De Insula Nigra (Les aventures de Tintin : L'Île Noire)
- 1990 : De Titini et Miluli Facinoribus: De Sigaris Pharaonis (Les aventures de Tintin : Les Cigares du Pharaon).
- 1991 : Tela Charlottae (Charlotte's Web), trad. Bernice Fox.
- 1994 : Sub rota (Unterm Rad), trad. Sigrides C. Albert
- 1997 : Makita sive De historia cuiusdam muris tempore pharaonum, trad. Francisca Deraedt.
- 1998 : Quomodo Invidiosulus Nomine Grinchus Christi Natalem Abrogaverit (How the Grinch Stole Christmas) trad. Jennifer Morrish Tunberg, Terence O. Tunberg.
- 1998 : Winnie Ille Pu Semper Ludet (The House at Pooh Corner), trad. Brian Staples.
- 2000 : Cattus Petasatus (The Cat in the Hat), trad. Jennifer Morish Tunberg et Terence O. Tunberg.
- 2002 : Arbor Alma (The Giving Tree), trad. Terence O. Tunberg et Jennifer Morrish Tunberg.
- 2003 : Virent Ova, Viret Perna (Green Eggs and Ham), trad. Terence O. Tunberg et Jennifer Morrish Tunberg.
- 2003 : Harrius Potter et Philosophi Lapis (Harry Potter and the Philosopher's Stone), trad. Peter Needham.
- 2006 : Harrius Potter et Camera Secretorum (Harry Potter and the Chamber of Secrets), trad. Peter Needham.
- 2022 : Insolitus Casus Doctoris Jekyll et Domini Hyde (Dr Jekyll and Mr Hyde), trad. Garrett Dome

Une liste plus complète de traductions en latin contemporain est disponible dans Vicipaedia (la version latine de Wikipédia).

#### Revues et organismes cités dans le texte
- (la) Melissa, périodique en ligne publié par la Fondation Melissa
- Vita Latina, publiée par l'Université de Montpellier
- (la) Cercle latin de Paris (Circulus Latinus Lutetiensis)
- Ephemeris, quotidien en ligne et en latin

#### Radio
- Vox latina, saarland.de
- Radio vaticana, vaticannews.va